# アファカ文字
アファカ文字（Afáka）は、ジュカ音節文字（Djuka, Ndyuka）ともいい、オランダ領ギアナ（今のスリナム）でジュカ語を表記するためにアファカ・アトゥミシによって1910年ごろに考案された音節文字。左から右に書かれる。

## 概要

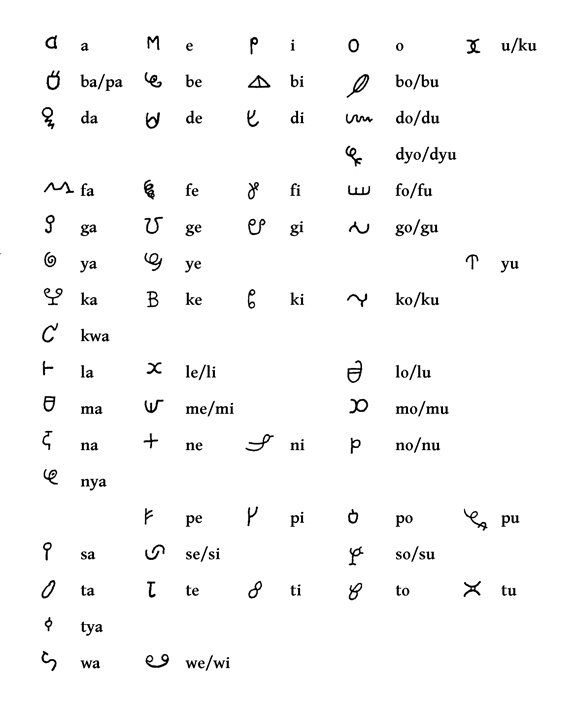
18子音と5母音の組み合わせによる文字表

ジュカ語は英語系のクレオールであり、1667年のブレダの和約でスリナムがイギリスからオランダに割譲された後も使われ続けた。音節構造は単純で、CV型の開音節言語である。
オランダ領ギアナのマルーンであったアファカ・アトゥミシ（1918年没）が、1910年のハレー彗星出現の少し前に夢のおつげによってこの文字を伝えるように言われたという。カトリック宣教師もこの文字を宣教のために使った。しかし、文字はごく一部の人々にしか普及しなかった。2012年現在で使用者は20人以上あるという。
1955年生まれのジュカ語話者であるAndré Pakosieはこの文字を学んだ後、スリナム内戦のために1987年にオランダに逃がれたが、そこでマルーンの文化振興のためのサバナペティ財団を設立し、この文字を推進している。現代のアファカ文字ではいくつかの新しい文字が追加されつつある。
アファカ文字は56文字からなるCV型の音節文字だが、ジュカ語を過不足なく表現できているわけでない。母音eとi、oとuはしばしば区別されない。音節末の鼻音や鼻母音は表記されず、有声子音と前鼻音化子音も区別されない。長母音については、kō は ‹ko-o› のように母音を追加することで表すことができる。

## Unicode
アファカ文字をUnicodeの追加多言語面に収録するための提案が提出されている。